# 全日本グラススキー連盟
全日本グラススキー連盟（ぜんにほんグラススキーれんめい、JGSF）は、日本国内唯一のグラススキーの統括団体であり、国際スキー連盟 (FIS) グラススキー委員会の窓口となっている。また、グラススキー選手の強化およびグラススキーの普及のための事業を行っている。 
当連盟は、2018年8月末に解散予定である日本グラススキー協会に代わって設立された組織であり、一般財団法人化を目指して活動している。

## グラススキー場
JGSF公認
- 斑尾高原グラススキー場
- サンパーク都留グラススキー場
- 中尾山高原グラススキー場

JGSF非公認
- どやまらんど明日ファミリースキー場
- 草津国際スキー場 天狗山プレイゾーン
- 大久保グラススキー場
- アップかんなべグラススキー場
- さぬき空港公園 グラススキー場
- 法華嶽公園グラススキー場
- 霧島神話の里公園
- 霧島高原 まほろばの里